# La Bruyère (Beauvechain)
Pour les articles homonymes, voir La Bruyère.

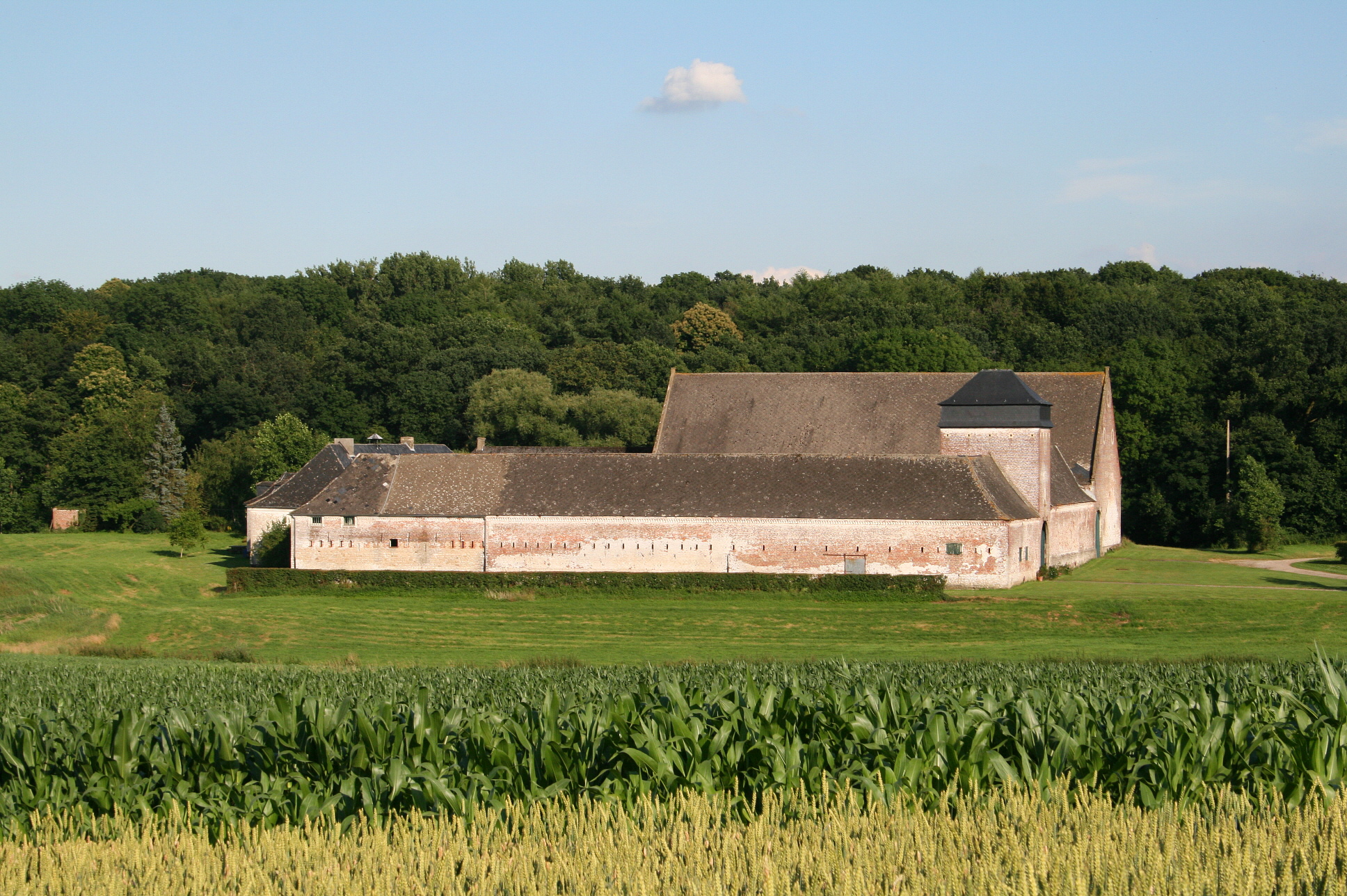
La ferme de Wahenge.

La Bruyère est un hameau belge de la commune de Beauvechain, situé en Région wallonne (province du Brabant wallon).

## Histoire
« Le long d’un chemin qui se dirige de Piétrebais vers Meldert, près d’un immense bien communal qui resta longtemps boisé ou en pâture, s’est formé un (…)  hameau, qui est devenu très considérable et que l’on appelle la Grande Bruyère (…) On y remarque les grandes fermes dites des Jésuites ou Du Chêne et d’Arras ; une troisième, que la famille De Boeck vendit à Ferdinand Vander Schrieck, le 27 mai 1740, a été démolie il y a quelques années... », ainsi s’exprimaient Jules Tarlier et Alphonse Wauters en 1872 à l'occasion de la monographie consacrée à Beauvechain publiée dans leur Géographie et Histoire des communes belges. Ils notaient les toponymes suivants : Al Grande Bruire en 1571, Magna Merica en 1629, Groote Heyde en 1659 et, enfin, Grande Bruyère en 1679 et 1684. 

## Géographie et population
Le hameau de La Bruyère est situé sur le plateau de séparation des eaux du bassin de la Gette et de celui de la Dyle. Il s’étend du lieu-dit Tilleul Duchêne au nord jusqu’au Culot au sud. C’est le cas type d’un village linéaire où les maisons sont disposées le long d’une route, ici la bien nommée « rue Longue ».
Ce hameau devenu très considérable, il faudrait pouvoir en apprécier l’importance à l’époque où notre histoire commence, soit dans le courant du dernier quart du XIXe siècle. Nous disposons du nombre d’habitants pour l’ensemble du village de Beauvechain.
| Date       | 1693 | 1801 | 1846 | 1910 | 1961 | 1976 | 1977 |
| Population | 416  | 521  | 1743 | 1955 | 1808 | 1555 | 4845 |

La population hesbignonne a connu une augmentation constante et régulière entre 1846 et 1910. On peut vérifier cet accroissement dans le cas de Beauvechain. Les statistiques belges ne donnent malheureusement pas les effectifs de population par hameau et par écarts. D’autres sources doivent dès lors être consultées. Ainsi, Joseph Schayes signale qu’en 1860 il y a 371 foyers dans la commune se répartissant comme suit :
|           | Centre y compris Burettes et Misère | La Bruyère |
| foyers    | 211                                 | 160        |
| habitants | 1090                                | 793        |

La Monographie paroissiale précise qu’au 31 décembre 1879 le hameau comptait 195 maisons et plus ou moins 940 habitants et le registre paroissial faisant état de la population renseigne que d’après le recensement de la population au 31 décembre 1900 la population de la paroisse est de 916 habitants plus 24 de la commune de Tourinne. La population se livre à l’agriculture. On y cultive : le froment, le blé, l’avoine, l’orge, le lin, le colza, l’épeautre, le sarrasin, la betterave, la pomme de terre etc. Un grand nombre des habitants, environ 80, travaillent à l’étranger, principalement à Charleroi et reviennent tous les quinze jours.
Les conséquences de cet essor démographique vont se manifester de deux manières : 
- par le vœu réitéré de la population de voir ériger leur hameau en paroisse, et ce dès 1845;
- par la décision qui est prise de construire des écoles à La Bruyère pour désengorger celles de Beauvechain. Ainsi, le Conseil communal prend délibération en sa séance du 24 février 1855 d’y créer une première implantation pour les garçons. Le travail est confié à l’architecte provincial Émile Coulon. La décision de lui adjoindre une école des filles, avec une section gardienne, est prise en 1881 .

## Sources
- M. Bertrand, Th. Bertrand, Ch. Molderez, Monographie historique de la paroisse et de l’église Saint-Joseph à La Bruyère-Beauvechain, Beauvechain, Nauwelaerts Editions Historiques, 2007, p.8-10.